# Sólheimar
Sólheimar (dt. „Sonnenwelten“) ist das erste Öko-Dorf Islands und Hauptort der Gemeinde Grímsnes og Grafningur im Südwesten Islands. Am 1. Januar 2023 hatte der Ort 95 Einwohner. Die Größe des zugehörigen Gebiets beträgt rund 250 Hektar, 37 Hektar werden bewohnt, 150 Hektar landwirtschaftlich genutzt.

## Geografie und Beschreibung
Sólheimar befindet sich nordöstlich des Sees Hestvatn. Östlich des Ortes fließt der Fluss Hvítá vorbei.

## Geschichte
Sólheimar wurde am 5. Juli 1930 von Sesselja Sigmundsdóttir, die von den anthroposophischen Lehren von Rudolf Steiner geprägt war, als Heim für behinderte und nichtbehinderte Kinder gegründet.
In dem Ort leben heute geistig Behinderte mit Nichtbehinderten zusammen. Eine heiße Quelle sichert die Energieversorgung des Orts, in Gewächshäusern wird Bioanbau betrieben und es gibt eine Baumschule. Im Gebiet von Sólheimar läuft ein Wiederaufforstungsprojekt, in dessen Rahmen jährlich hunderttausende Bäume gepflanzt werden.
Etwa 65 % der Abfälle des Orts werden recycelt. Die Bewohner stellen aus Textilien und Recyclingpapier Gegenstände des täglichen Gebrauchs her, fertigen Kerzen und Kunstgegenstände. Ein reichhaltiges kulturelles Leben prägt den Ort. 2002 wurde Islands erstes Öko-Zentrum in Sólheimar eröffnet.

## Verkehr und Infrastruktur
Sólheimar liegt am  Sólheimavegur  im Gebiet des Gullni hringurinn (Golden Circle).

## Würdigung
Der Ort und seine Begründerin sind 2002 auf einer isländischen Briefmarke abgebildet worden.
2006 erhielt Sólheimar den Umweltpreis des isländischen Touristenverbands.